# B-VM i håndbold 1977 (mænd)
B-Verdensmesterskabet i håndbold for mænd 1977 var det første B-VM i håndbold for mænd, og turneringen med deltagelse af 12 hold afvikledes i Østrig i perioden 25. februar – 5. marts 1977. Turneringen fungerede som den europæiske kvalifikation til A-VM 1978, og holdene spillede om seks ledige pladser ved A-VM-slutrunden.
Turneringen blev vundet af Sverige, som i finalen besejrede Østtyskland med 20-19. Derudover kvalificerede følgede hold sig til A-VM 1978: Tjekkoslovakiet, Island, Spanien, Bulgarien. Frankrig endte som nr. 7, og kom også til A-VM, eftersom Afrika ikke tilmeldte et hold til slutrunden.
Holdene, der sluttede som nr. 9-12, rykkede ned i C-VM.

## Resultater
De 12 deltagende hold var inddelt i fire grupper med tre hold i hver, og i hver gruppe spillede holdene en enkeltturnering alle-mod-alle. De fire gruppevindere og fire -toere gik videre til kampene om placeringerne 1-8.

### Indledende runde

#### Gruppe A
| Dato  | Tid | Kamp                        | Res.  | Pause | Spillested         |
| ----- | --- | --------------------------- | ----- | ----- | ------------------ |
| 25.2. |     | Tjekkoslovakiet – Schweiz   | 24–16 | 11-12 | Krems an der Donau |
| 26.2. |     | Bulgarien – Schweiz         | 21–20 |       | Wien               |
| 27.2. |     | Tjekkoslovakiet – Bulgarien | 20–14 | 8-7   | Krems an der Donau |

| Gruppe          | Kampe | Mål   | Point |
| --------------- | ----- | ----- | ----- |
| Tjekkoslovakiet | 2     | 44-30 | 4     |
| Bulgarien       | 2     | 35-40 | 2     |
| Schweiz         | 2     | 36-45 | 0     |

#### Gruppe B
| Dato  | Tid | Kamp               | Res.  | Pause | Spillested |
| ----- | --- | ------------------ | ----- | ----- | ---------- |
| 25.2. |     | Sverige – Østrig   | 28–15 | 15-8  | Graz       |
| 26.2. |     | Frankrig – Østrig  | 19–15 | 10-9  | Voitsberg  |
| 27.2. |     | Sverige – Frankrig | 25–17 | 11-8  | Trofaiach  |

| Gruppe   | Kampe | Mål   | Point |
| -------- | ----- | ----- | ----- |
| Sverige  | 2     | 53-32 | 4     |
| Frankrig | 2     | 36-40 | 2     |
| Østrig   | 2     | 30-47 | 0     |

#### Gruppe C
| Dato  | Tid | Kamp                   | Res.  | Pause | Spillested |
| ----- | --- | ---------------------- | ----- | ----- | ---------- |
| 25.2. |     | Østtyskland – Portugal | 36–18 | 19-80 | Klagenfurt |
| 26.2. |     | Island – Portugal      | 29–14 | 14-90 | Klagenfurt |
| 27.2. |     | Østtyskland – Island   | 27–20 | 14-10 | Klagenfurt |

| Gruppe      | Kampe | Mål   | Point |
| ----------- | ----- | ----- | ----- |
| Østtyskland | 2     | 63-38 | 4     |
| Island      | 2     | 49-41 | 2     |
| Portugal    | 2     | 32-65 | 0     |

#### Gruppe D
| Dato  | Tid | Kamp              | Res.  | Pause | Spillested |
| ----- | --- | ----------------- | ----- | ----- | ---------- |
| 25.2. |     | Spanien – Holland | 25–16 | 10-70 | Innsbruck  |
| 26.2. |     | Holland – Norge   | 18–17 | 10-60 | Schwaz     |
| 17.2. |     | Spanien – Norge   | 16–10 | 9-5   | Innsbruck  |

| Gruppe  | Kampe | Mål   | Point |
| ------- | ----- | ----- | ----- |
| Spanien | 2     | 41-26 | 4     |
| Holland | 2     | 34-42 | 2     |
| Norge   | 2     | 27-34 | 0     |

### Hovedrunde
I hovedrunden samledes de fire gruppevindere og de fire -toere fra den indledende runde i gruppe I og II. I hver gruppe spillede holdene en enkeltturnering alle-mod-alle, og de to gruppevindere kvalificerede sig til finalen. De to toere gik videre til bronzekampen, mens treerne gik videre til placeringskamp om femtepladsen. Endelig måtte de to firere tage til takke med at spille om syvendepladsen.

#### Gruppe I
| Dato | Tid   | Kamp                       | Res.  | Pause | Spillested |
| ---- | ----- | -------------------------- | ----- | ----- | ---------- |
| 1.3. |       | Tjekkoslovakiet – Frankrig | 16–12 | 10-4  | Wien       |
| 1.3. |       | Sverige – Bulgarien        | 25–17 | 15-8  | Wien       |
| 3.3. | 18:30 | Sverige – Tjekkoslovakiet  | 24–21 | 13-9  | Wien       |
| 3.3. | 20:00 | Bulgarien – Frankrig       | 21–18 | 11-7  | Wien       |

| Gruppe          | Kampe | Mål   | Point |
| --------------- | ----- | ----- | ----- |
| Sverige         | 3     | 74-55 | 6     |
| Tjekkoslovakiet | 3     | 57-50 | 4     |
| Bulgarien       | 3     | 52-63 | 2     |
| Frankrig        | 3     | 47-62 | 0     |

#### Gruppe II
| Dato | Tid   | Kamp                  | Res.  | Pause | Spillested |
| ---- | ----- | --------------------- | ----- | ----- | ---------- |
| 1.3. |       | Østtyskland – Holland | 21–13 | 11-7  | Linz       |
| 1.3. |       | Island – Spanien      | 21–17 | 11-9  | Linz       |
| 3.3. | 18:30 | Østtyskland – Spanien | 21–15 | 11-7  | Linz       |
| 3.3. | 20:00 | Island – Holland      | 26–20 | 13-8  | Linz       |

| Gruppe      | Kampe | Mål   | Point |
| ----------- | ----- | ----- | ----- |
| Østtyskland | 3     | 69-48 | 6     |
| Island      | 3     | 67-64 | 4     |
| Spanien     | 3     | 57-58 | 2     |
| Holland     | 3     | 49-72 | 0     |

### Placerings- og finalekampe
| Dato               | Tid                | Kamp                     | Res.               | Pause              | Spillested         |
| Kamp om 7.-pladsen | Kamp om 7.-pladsen | Kamp om 7.-pladsen       | Kamp om 7.-pladsen | Kamp om 7.-pladsen | Kamp om 7.-pladsen |
| ------------------ | ------------------ | ------------------------ | ------------------ | ------------------ | ------------------ |
| 5.3.               | 14:00              | Frankrig – Holland       | 21–19              | 8-8                | Linz               |
| Kamp om 5.-pladsen |                    |                          |                    |                    |                    |
| 6.3.               | 14:30              | Spanien – Bulgarien      | 23–19              | 12-90              | Wien               |
| Bronzekamp         |                    |                          |                    |                    |                    |
| 5.3.               | 15:30              | Tjekkoslovakiet – Island | 21–19              | 8-8                | Linz               |
| Finale             |                    |                          |                    |                    |                    |
| 6.3.               | 16:00              | Sverige – Østtyskland    | 20–19              | 10-80              | Wien               |

### Samlet rangering
| Samlet rangering | Samlet rangering |
| ---------------- | ---------------- |
| Guld             | Sverige          |
| Sølv             | Østtyskland      |
| Bronze           | Tjekkoslovakiet  |
| 4.               | Island           |
| 5.               | Spanien          |
| 6.               | Bulgarien        |
| 7.               | Frankrig         |
| 8.               | Holland          |
| 9.               | Norge            |
| 10.              | Schweiz          |
| 11.              | Østrig           |
| 12.              | Portugal         |